# إريك أرنولد
اريك أرنولد (بالإنجليزية: Eric Arnold)‏ (13 سبتمبر 1922 - 1 أبريل 2002) هو لاعب كرة قدم بريطاني (وحمل سابقاً جنسية المملكة المتحدة لبريطانيا العظمى وأيرلندا) في مركز الدفاع. لعب مع نورويتش سيتي.